# Птицемлечник преломлённый
Птицемлечник преломлённый (лат. Ornithogalum refractum) — вид травянистых растений рода Птицемлечник (Ornithogalum) семейства Спаржевые (Asparagaceae), произрастающий в кустарниках, на степных склонах Европы и Западной Азии.

## Ботаническое описание
Многолетнее травянистое растение. Луковица яйцевидная, заключена вместе с многочисленными луковичками в одну общую оболочку. Стебель низкий — не более 10 см высотой. Листья узколинейные, 3—5 мм шириной, снизу с белой полоской посередине, значительно (до трёх раз) превышают соцветие.
Цветоножки длинные, после цветения при основании несколько вниз отогнутые, выше круто преломленные и направленные вертикально вверх. Прицветники ланцетные, обычно короче цветоносов. Листочки околоцветника продолговато-эллиптические или ланцетные, 1,5—2 см длиной, притуплённые, снизу с широкой зелёной полоской. Тычинки вдвое короче листочков околоцветника. Коробочка продолговато-яйцевидная с попарно сближенными, очень слабо-крылатыми рёбрами. Цветение в апреле.